# Гомер (коммуна)
Гоме́р (фр. Gomer) — коммуна во Франции, находится в регионе Аквитания. Департамент — Атлантические Пиренеи. Входит в состав кантона Валле-де-л’Ус и дю Лагуэн. Округ коммуны — По.
Код INSEE коммуны — 64246.

## География

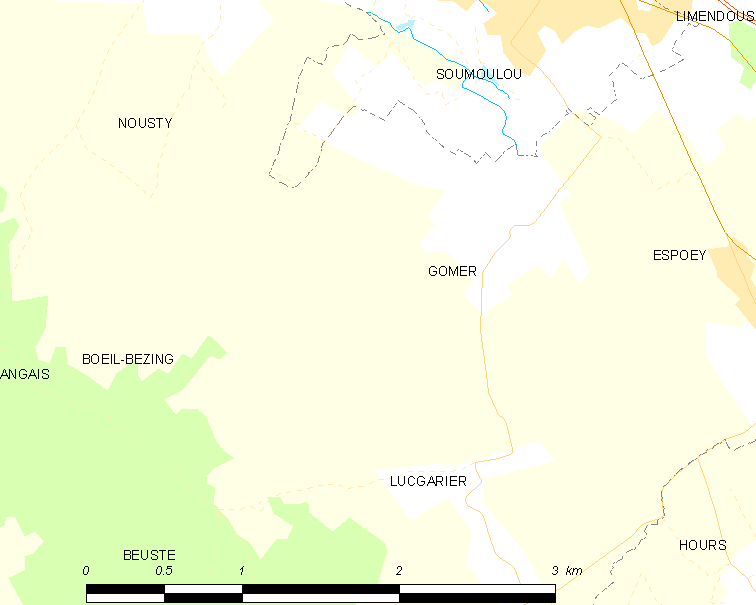
Карта коммуны

Коммуна расположена приблизительно в 660 км к югу от Парижа, в 180 км южнее Бордо, в 16 км к востоку от По.
На северо-востоке коммуны протекает река Ус.

### Климат
Климат тёплый океанический. Зима мягкая, средняя температура января — от +5°С до +13°С, температуры ниже −10 °C бывают редко. Снег выпадает около 15 дней в году с ноября по апрель. Максимальная температура летом порядка 20-30 °C, выше 35 °C бывает очень редко. Количество осадков высокое, порядка 1100 мм в год. Характерна безветренная погода, сильные ветры очень редки.

## Население
Население коммуны на 2010 год составляло 237 человек.
| 1962 | 1968 | 1975 | 1982 | 1990 | 1999 | 2010 |
| ---- | ---- | ---- | ---- | ---- | ---- | ---- |
| 140  | 148  | 150  | 135  | 141  | 162  | 237  |

## Администрация
| Период | Период | Фамилия       | Партия | Примечания |
| ------ | ------ | ------------- | ------ | ---------- |
| 1965   | 1977   | Жермен Кассу  |        |            |
| 1977   | 1989   | Пьер Ласкасси |        |            |
| 1989   | 2001   | Луи Кайабе    |        |            |
| 2001   | 2020   | Андре Мажанди |        |            |

## Экономика
В 2010 году среди 154 человек трудоспособного возраста (15-64 лет) 120 были экономически активными, 34 — неактивными (показатель активности — 77,9 %, в 1999 году было 75,0 %). Из 120 активных жителей работали 114 человек (61 мужчина и 53 женщины), безработных было 6 (2 мужчин и 4 женщины). Среди 34 неактивных 9 человек были учениками или студентами, 16 — пенсионерами, 9 были неактивными по другим причинам.

## Достопримечательности
- Церковь Св. Мартина (1843 год)[4]